# Muránská malířská škola
Muránská malířská škola vznikla na ostrově Murano, nikoliv ve vlastních Benátkách. Její tvůrčí aktivity lze zařadit mezi léta 1440 až 1500. Za jejího zakladatele lze považovat Antonia Vivariniho da Murano (1415/20 Murano ? – 24. březen 1484 Benátky), který stál v čele rodinné dílny, v níž působil i Antoniův švagr Giovanni d'Alemagna (1415 ? Německo ? – 1450 Padova) a Antoniův mladší bratr Bartolomeo Vivarini (1432 ? Murano – 1491/99 ? Murano). V tradici této dílny pokračoval i Antoniův syn a Bartolomeův synovec Alvise (Luigi) Vivarini (1442/44 Murano – 1503/05 Murano). Do této školy lze zařadit i další malíře, jako byli Marco Basaiti (1470 ? – 1521/30 Benátky), Carlo Crivelli (1330/35 ? Benátky – 1495/1500 Ascoli Piceno v Marche) nebo Andrea da Murano (1462/63 – 1512). Uvedení umělci vytvořili malířský styl přetvářející italskou pozdní gotiku (Gotico Fiorit) do podoby rané renesance. Poučení dílem Alvise Vivariniho vykazovali i stoupenci Giovanniho Belliniho jako Cima da Conegliano (1440/59 Conegliano u Benátek – 1515/18 tamtéž) nebo Vittore Carpaccio (1455/65 Benátky – 1525/26 Benátky).

## Umělecká tvorba malířské dílny Vivariniů

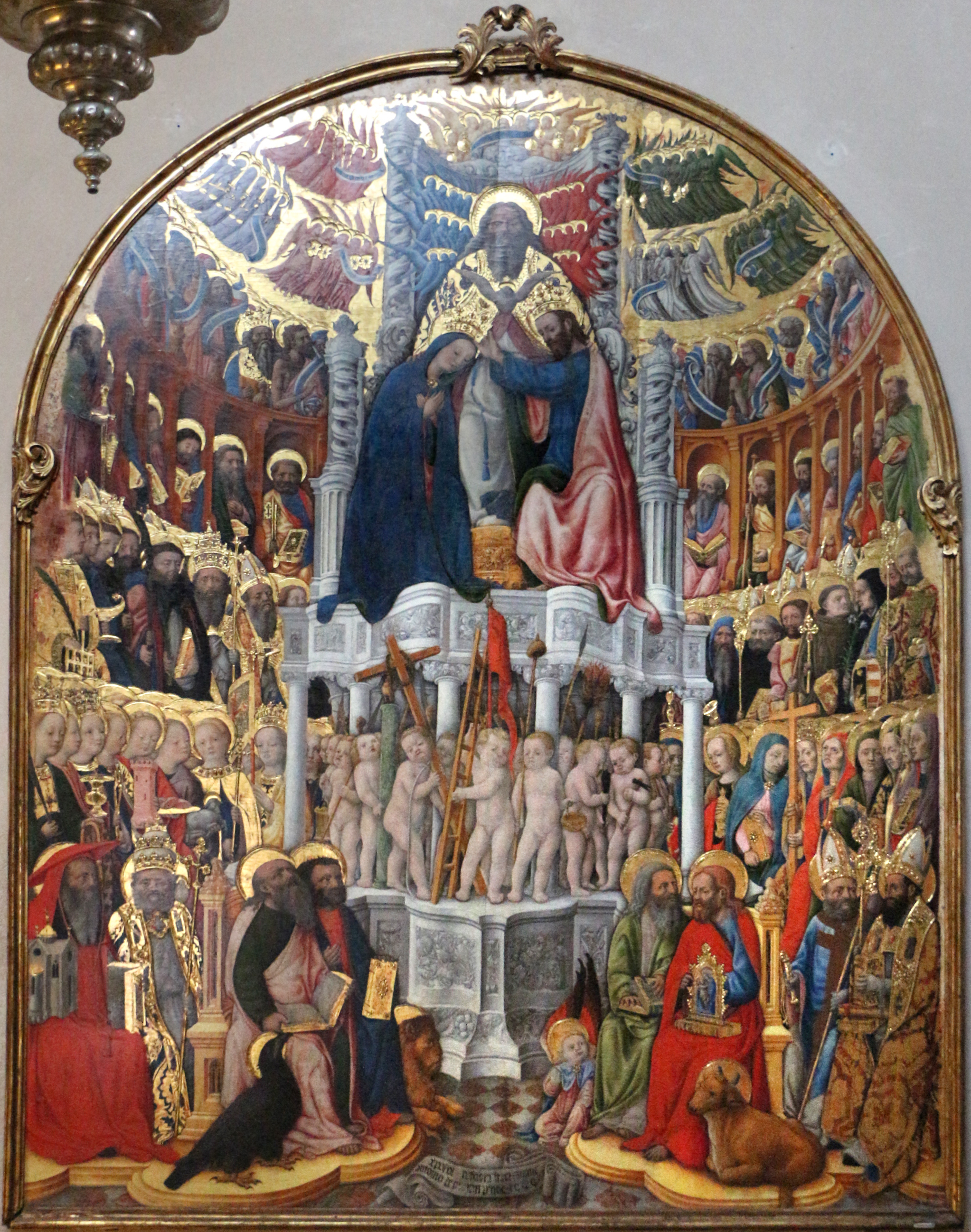
Korunování Panny Marie (1444, pro kostel San Pantaleon namalovali Antonio Vivarini a Giovanni d'Alemagna, Benátky)

Obrazy, především pak polyptychy vytvořené v dílně Vivariniů, představovaly jeden z vrcholů benátského malířství od poloviny 15. století do prvních let století následujícího. V čele vznikající malířské školy stál Antonio Vivarini, který se narodil do rodiny muránských sklářů a malířů skla. Většina historiků umění klade první Antoniova díla do období kolem roku 1440. V té době se v Muranu objevil malíř Giovanni d'Alemagna, který se později stal Antoniovým švagrem. V letech 1444 až 1445 získali společnou zakázku na tři oltáře pro kapli kostela San Zaccaria v Benátkách. Přibližně v téže době namalovali i deskový obraz Korunování Panny Marie určený pro benátský kostel San Pantaleon. Některé postavy světců a dekorativní pasáže dokládají Giovanniho podíl na této malbě, zatímco jemnost malby a její světelnost dokládají současně i Antoniovu účast na tomto obraze. V roce 1447 byli Antonio i Giovanni přijati do cechu sv. Lukáše v Padově a již následujícího roku přijali účast na objednávce výzdoby rodinné kaple Ovetari v padovském kostele eremitů (zničen za 2. světové války). Protože fresková výzdoba kaple měla být dokončena již v roce 1450, pracovali na ní společně s mladým Andreou Mantegnou a Niccolem Pizzolem. V červnu 1450 však Giovanni d'Alemagna náhle zemřel a Antonio, spolu s bratrem Barolomeem, který mu pomáhal, se vrátili do Murana.

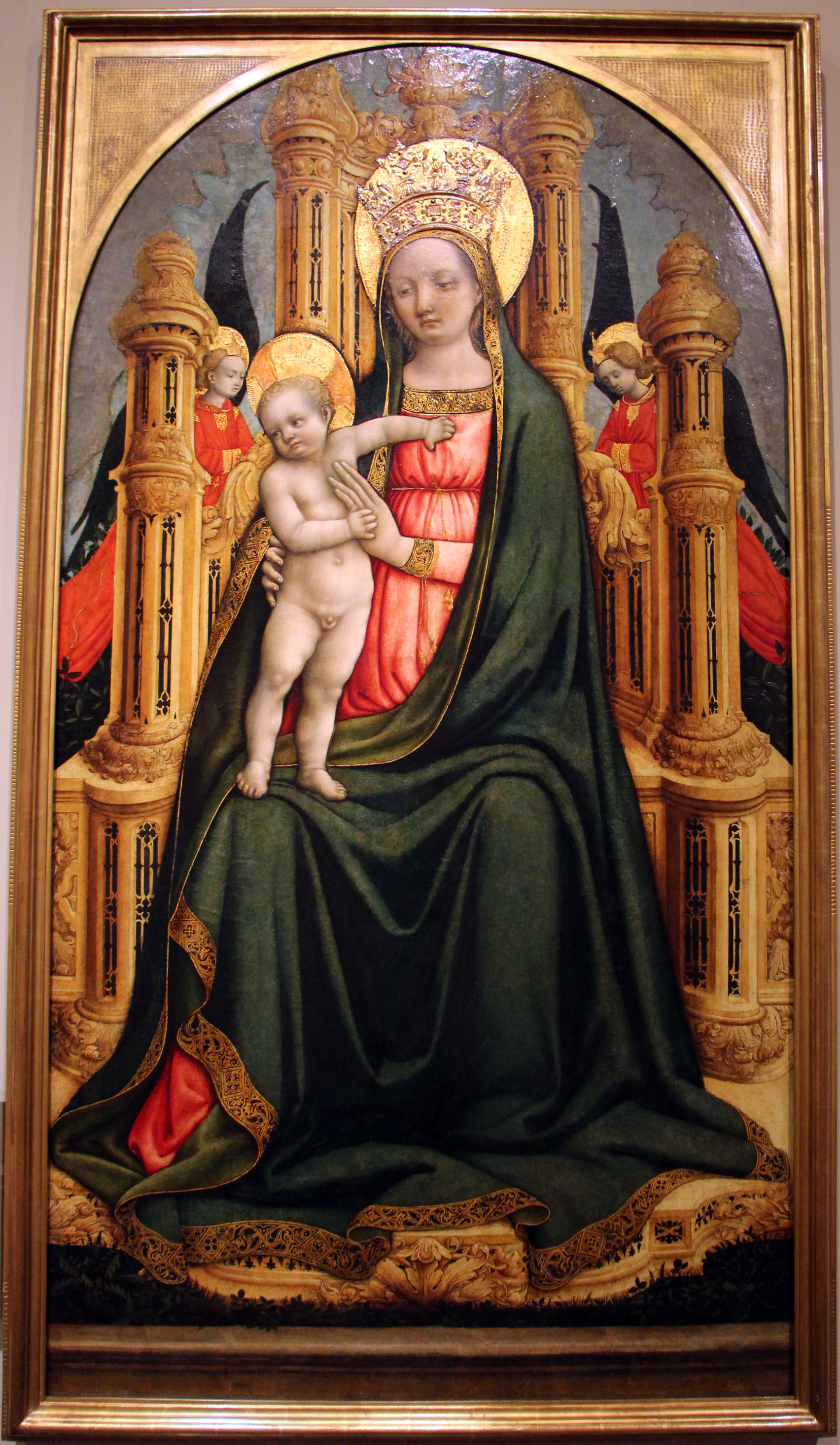
Panna Maria s dítětem a dvěma anděli (1450, obraz Antonia Vivariniho; dnes Museo Poldi Pezzoli, Milán, Itálie)

Krátce po Giovanniho smrti Antonio namaloval obraz Panna Maria s dítětem a dvěma anděli. Obraz dokládá jeho malířský styl vykazující vliv Gentile da Fabriana (1370 ? – 1427) a částečně i Masolina (1383–1447), dvou reprezentantů mezinárodní gotiky v severní Itálii.

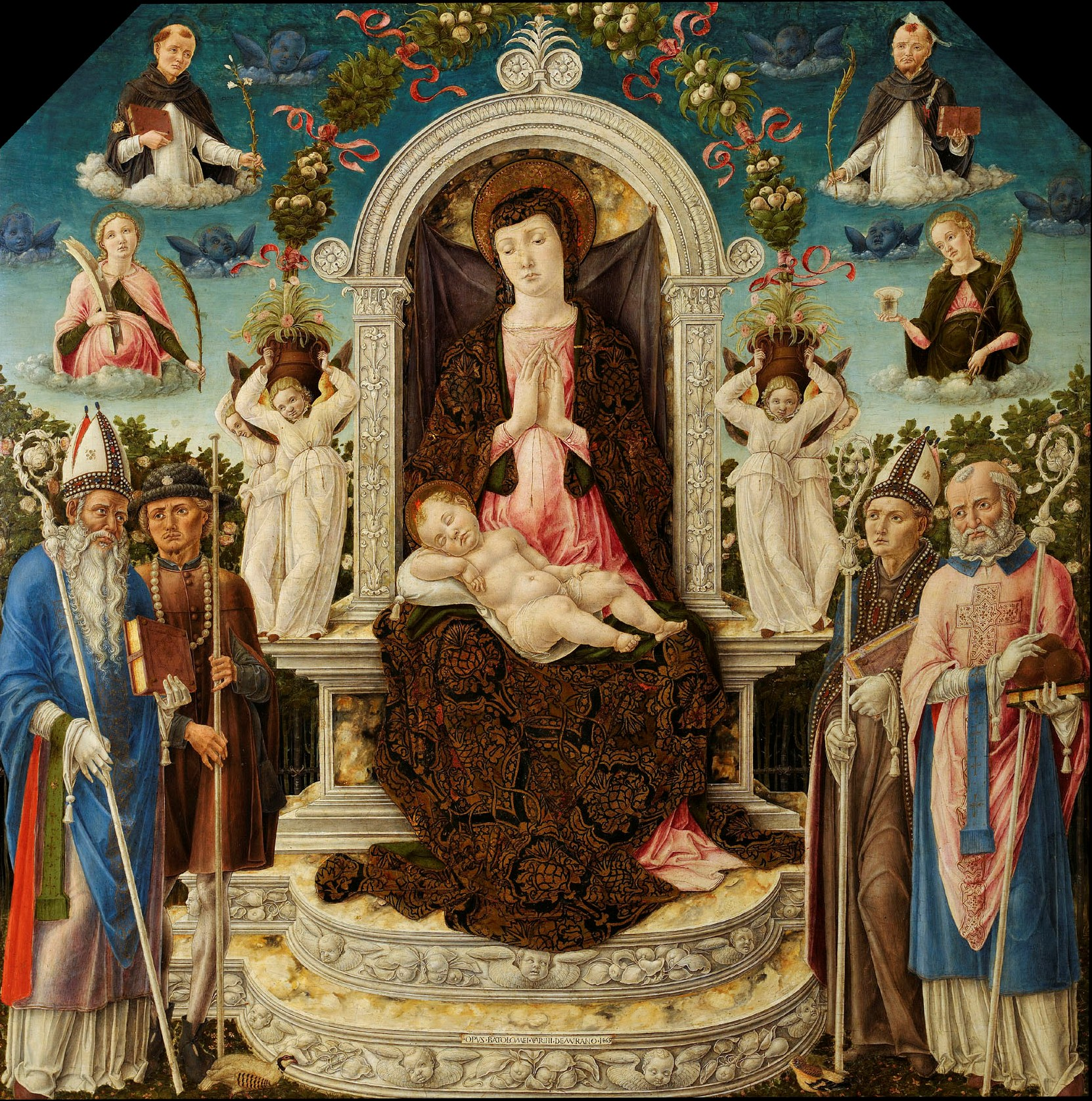
Madona s dítětem a světci (1465, Bartolomeo Vivarini, dnes Muzeum a národní galerie Capodiminte, Neapol, Itálie)

Po Antoniově smrti (1470) převzal vedení dílny jeho mladší bratr Bartolomeo, jehož styl byl ovlivněn pobytem v Padově, kde se seznámil s malbou Francesca Squarciona (1397–1468) a Andrey Mantegni (1431–1506). Byl to on, kdo místo oltářního polyptychu, na kterém byla malba rozdělena do několika desek či sekcí, používal vyobrazení nazvané Sacra Conversazione (posvátný rozhovor), kdy na jedné ploše byla zobrazena Panna Marie s Ježíškem obklopená světci. Tento žánr převzal nejen jeho synovec a spolupracovník Alvise Vivarini, ale i Giovanni Bellini. Téma „posvátný rozhovor“ se následně stalo mimořádně oblíbeným námětem benátských malířů 15. a 16. století. A byl to také Bartolomeo Vivarino, kdo s Antonellem da Messina (1430 ? – 1479) namalovali první benátskou olejomalbu (1474/75).

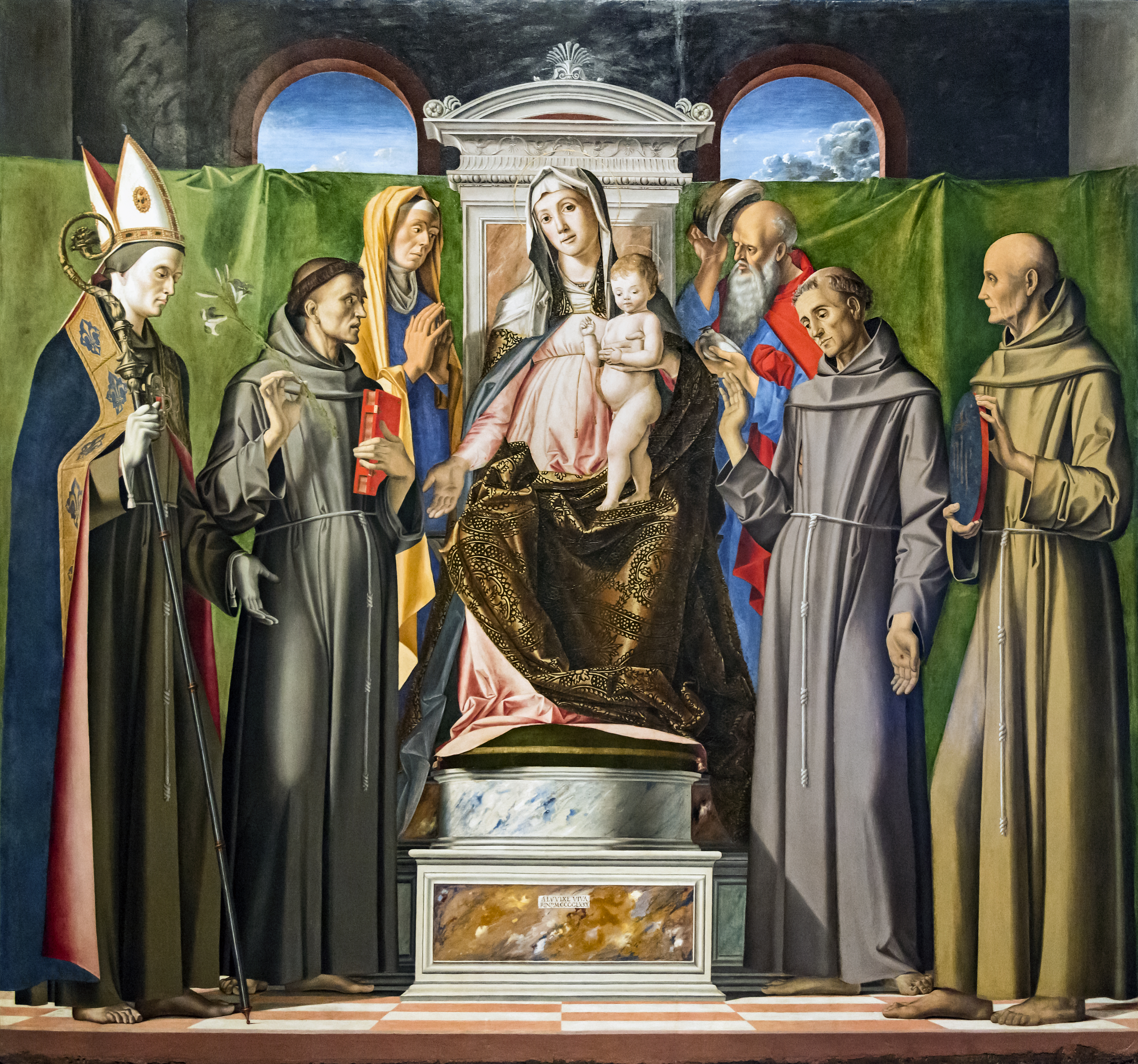
Trůnící Madona se světci (1480, namaloval Alvise Vivarini, Gallerie dell´Accademia, Benátky)

Poté, co se koncem 70. let 15. století stal Bartolomeův malířský styl v Benátkách zastaralým, vůdčí pozici v rodinné dílně převzal Alvise Vivarini. Pracoval spolu s Giovannim Bellinim na výmalbě sálu Velké rady v Dóžecím paláci. Těžiště jeho práce však spočívalo v malbě oltářních obrazů, ve kterých se ukázal jako mistr tvarů a barevnosti postav. Vznikl tak ušlechtilý figurální typ charakteristický pro ranou benátskou renesanci, jak ho vidíme na obraze Trůnící Madona se světci (Sacra Conversazione). Alviseho oltářní obrazy završily vývoj tzv. muránské školy, i když její vliv dozníval v obrazech jeho žáků a napodobitelů.

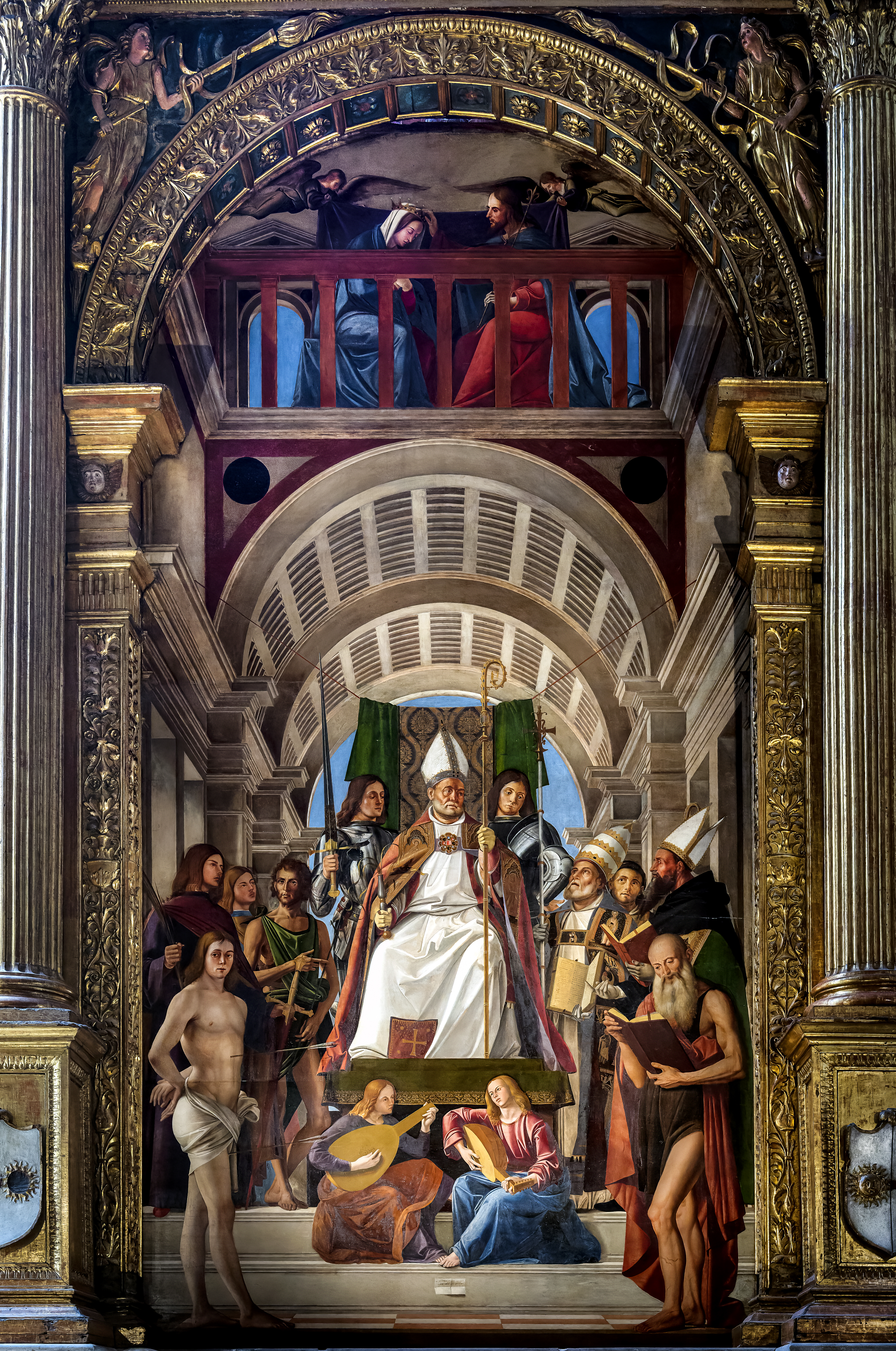
Trůnící sv. Ambrož se světci (1503, oltář pro benátský kostel Santa Maria Gloriosa dei Frari namaloval Alvise Vivarini, dokončil Marco Basaiti, Benátky)

## Umělecká tvorba žáků a následovníků dílny Vivariniů v Muranu
S Bartolomeem a později i s Alvisem Vivarinim spolupracoval Marco Basaiti (též psaný jako Baxati nebo Basitus), který byl původem Řek. Jeho úzkou spolupráci s Alvisem Vivarinim dokládá skutečnost, že byl pověřen domalbou oltářního obrazu Trůnící sv. Ambrož se světci, neboť Alvise zemřel dříve, než stihl oltář dokončit. Basaitiho obrazy z období prvního desetiletí 16. století vykazovaly vliv obou Vivariniů, a to jak co se týká jejich kompozice, tak i barevnosti. Následně se však inspiroval tvorbou Giovanni Belliniho, Albrechta Dürera a částečně i Cimy da Conegliano, což svědčí o snaze najít vlastní malířský projev. Později se stal i uznávaným portrétistou.

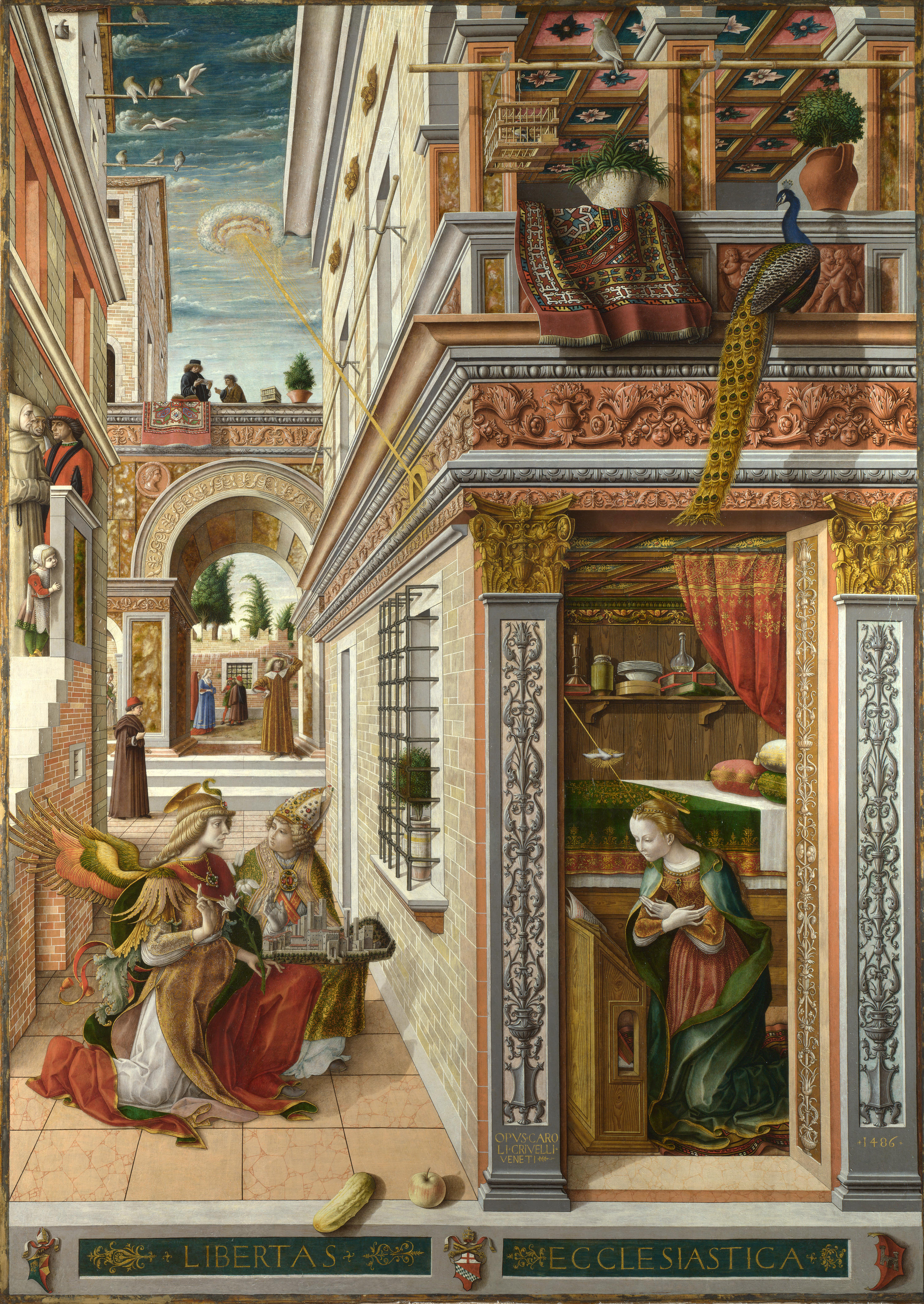
Zvěstování se sv. Emidiem (1486; C. Crivelli, National Gallery, Londýn, V. Británie)

Ke generaci benátských malířů, kteří byli ovlivněni Antoniem a Bartolomeem Vivarini patřil i Carlo Crivelli. Jeho pozdější tvorbu ovlivnil i Mantegnův linearismus. Výsledkem byl malířský styl vyznačující se ostrou kresebnou linkou, nadnesenou plastickou modelací postav a objektů, takže působí jako kamenné skulptury. Po roce 1457 Crivelli opustil Benátky a působil v Marche a v Dalmácii. Zde již jeho malířský projev neprocházel žádným dalším vývojem. Charakter jeho malby dokládá obraz Zvěstování Panně Marii vyznačující se až pohádkovou neskutečností a excentričností architektury ubíhající do nekončícího prostoru. Z tohoto důvodu je Carlo Crivelli považován za posledního reprezentanta mezinárodní gotiky v Benátské malbě.
Crivelliho tvorbě jsou blízké soubory obrazů Vittore Carpaccia ze života svatých namalované pro benátské Scuoly. Tyto cykly se vyznačovaly jemnou, až neskutečnou dekorativností a výraznou barevností, stejně jako fantaskní architekturou na pozadí. Měkkou světelnou atmosféru přírody na pozadí využil i Cima da Conegliano pro umístění svých často ještě vivariniovských Sacra Conversazione. Jeho pozdější styl však vykazoval rostoucí vliv Giovanniho Belliniho a dokonce i Giorgiona.

## Umělecko-historický význam muránské školy
Muránská malířská škola vznikla v rané renesanci v návaznosti na tamější malbu na sklo. Na rozdíl od vlastní benátské malířské školy nebyla tak úzce spojena s byzantskou tradicí. Naopak Antonio Vivarini vycházel z gotické tradice vyznačující se malbou oltářních polyptychů, jeho mladší bratr Bartolomeo přinesl do muránské malby nejen typ Sacra Conversazione, ale i techniku olejomalby. Antoniův syn Alvise si již byl vědom nových tendencí usilujících o plastický výraz postav a současně kladoucích důraz nejen na zachycení pohybu, ale vyznačujících se i novou světelnou bohatostí, což se odrazilo v malbě jeho žáků a pokračovatelů. Po roce 1500 však benátskou malbu plně ovládl malířský styl Giovanniho Belliniho.